# Roßbach (Bawaria)
Roßbach – miejscowość i gmina w Niemczech, w kraju związkowym Bawaria, w rejencji Dolna Bawaria, w regionie Landshut, w powiecie Rottal-Inn. Leży około 27 km na południowy zachód od Pfarrkirchen.

## Dzielnice
W skład gminy wchodzą następujące dzielnice: Münchsdorf, Roßbach, Schmiedorf, Thanndorf, Untergrafendorf.

## Demografia
| Rok  | Liczba mieszk. |
| ---- | -------------- |
| 1970 | 2 617          |
| 1987 | 2 730          |
| 2000 | 2 918          |

## Oświata
(na 1999)

W gminie znajduje się przedszkole (50 miejsc i 63 dzieci) oraz szkoła podstawowa (8 nauczycieli, 138 uczniów).